# Halekerne
Halekernen (latin: nucleus caudatus, engelsk: caudate nucleus, eller i daglig tale blot "caudate") er en struktur i midten af hjernen. 
Den henregnes til basalganglierne og striatum og er således en del af den grå substans. Der er én i hver hjernehalvdel. 
Strukturen er C-formet og en ofte set opdeling af halekernen er i "hovedet", "kroppen" og "halen".
Halekernerne ligger op til de laterale ventrikler. 
Menneskets halekerne kan udskilles fra de omkringliggende strukturer på et MR-skan.